# Karl Knapp (Oberamtmann)
Karl Knapp (* 26. April 1870 in Lehrensteinsfeld; † 9. Juli 1955 vermutlich in Herrenberg) war ein württembergischer Oberamtmann und Landrat.

## Leben
Als Sohn eines Gutsbesitzers und Ökonomen geboren, studierte Knapp Rechtswissenschaften in Tübingen. Während seines Studiums wurde er 1888 Mitglied der Verbindung Normannia Tübingen (1934–1935 Burschenschaft Normannia Tübingen in der DB). Nach seinen Examen 1893 und 1895 trat er in die württembergische Innenverwaltung und wurde 1899 Amtmann am Oberamt Aalen mit Sitz Verwendung am Oberamt Ulm. 1902 ging er ans Oberamt Stuttgart-Amt, 1905 zur württembergischen Gebäudebrandversicherungsanstalt, wo er als Kollegialhilfsarbeiter tätig war. 1907 wurde er planmäßiger Assessor beim Oberamt Ulm und erhielt den Titel Oberamtmann. 1911 wurde er Oberamtsvorstand und Oberamtmann am Oberamt Neresheim, 1915 am Oberamt Nürtingen und 1922 am Oberamt Freudenstadt. Dort wurde er 1928 Landrat. Zum 1. Mai 1933 trat er der NSDAP bei (Mitgliedsnummer 2.343.200), obwohl seine Aufnahme zuerst abgelehnt wurde. 1935 ging er in den Ruhestand, wurde aber 1936 noch einmal Amtsverweser in Crailsheim, Ellwangen, Esslingen, Ehingen, Aalen und Leonberg. 1939 wurde er Dienstvertreter an der Technischen Hochschule Stuttgart. Danach war er als Amtsverweser in Tettnang tätig, ab 1940 in Wangen und wieder in Tettnang und in Backnang. Nach kurzer Zeit in Tübingen war er von 1940 bis 1943 Amtsverweser des Polizeidirektors in Friedrichshafen. Danach war er bis 1945 Amtsverweser in Horb, 1944 auch in Freudenstadt.